# Тини: Нови живот Виолете
Тини: Нови живот Виолете шпанско-италијански је филм из 2016. године чији је творац Рамон Саласар Хуџерс, који представља наставак серије Виолета. Мартина Стосел, Хорхе Бланко, Мерседес Ламбре, Клара Алонсо и Дијего Рамос репризирају своје улоге из серије. У филму такође глуме Адријан Салцедо, Софија Карсон и Анхела Молина. Премијерно је приказан 6. маја 2016. године у Шпанији и 12. маја 2016. године у Италији. У Аргентини је приказан 2. јуна 2016. године.

## Радња
У причи која приказује стваран живот тинејџерске звезде Мартине Стосел („Тини“), она ће за собом оставити Виолетин свет. Враћа се са светске турнеје и сазнаје неочекиване новости. Нашавши се на животној прекретници, Виолета је принуђена да све преиспита. Покушавајући да нађе свој унутрашњи глас и прати свој пут, она прихвата изненадни позив да пропутује пола света у потрази за одговорима. Током једног бескрајног лета у предивном италијанском обалском градићу који врца од креативности, Виолета креће на путовање самоспознаје које подстиче њено уметничко, музичко и лично буђење. Док се њена прошлост, садашњост и будућност преплићу, Виолета открива праву себе и постаје Тини, жена и уметница, каква јој је било суђено да постане.

## Улоге
| Глумац            | Улога          |
| ----------------- | -------------- |
| Мартина Стосел    | Виолета / Тини |
| Хорхе Бланко      | Леон           |
| Мерседес Ламбре   | Људмила        |
| Диего Рамос       | Херман         |
| Клара Алонсо      | Енџи           |
| Адријан Салзедо   | Каијо          |
| Софија Карсон     | Мелани         |
| Ридер ван Кутен   | Раул           |
| Леонардо Кечи     | Саул           |
| Џорџина Амарос    | Елоиза         |
| Беатрис Арнера    | Миранда        |
| Лино ди Нузо      | Стефано        |
| Франциско Висиана | Роко           |
| Анхела Мона       | Изабела        |

## Занимљивости
- Постојале су гласине да ће сви глумци главне глумачке постав серије Виолета глумити у филму, међутим, једини глумци из екипе који су глумили су Мартина Стосел, Хорхе Бланко и Мерседес Ламбре
- Ово је прва улога глумице Софије Карсон у филму који је снимила на шпанском језику.
- Песме „Siempre Brillaras”, „Losing the Love”, „Confia en ti”, као и „Light Your Heart” су део дебитанског албума Мартине Стосел ТИНИ, који је објављен 29. априла 2016. године.
- Ово је прва улога италијанског глумца Лина ди Нуза, који се након овог филма прославио као Бенисио у серији Ја сам Луна.